# مرکز تروریسم، جرم و فساد ترامرزی
مرکز تروریسم، جرم و فساد ترامرزی (انگلیسی: Terrorism, Transnational Crime and Corruption Center) ; (TraCCC) اولین مرکز در ایالات متحده است که به درک ارتباط بین تروریسم، جرایم و فساد بین‌المللی و آموزش، تحقیق، آموزش و کمک به سیاست گذاری در این موضوعات حیاتی اختصاص داده شده‌است. تی آر آ سی سی سی یک مرکز تحقیقاتی در مدرسه سیاست، دولت و امور بین‌الملل دانشگاه جورج میسون است.

## مؤسس
مؤسس این مرکز دکتر لوئیز شلی است.

## ماموریت‌ها
تی آر آ سی سی سی مأموریت خود را از طریق مشارکت پژوهشی بین‌المللی درگیر پروژه‌های تحقیقاتی بنیادی و کاربردی انجام می‌دهد. تحقیقات ما به موضوعاتی چون امنیت ملی، توسعه اقتصادی و حقوق بشر مربوط می‌شود. پژوهش تی آر آ سی سی سی به وسیله کنفرانس‌ها، کتاب‌های تی آر آ سی سی سی، نشریات دیگر، وب سایت‌های موسسات تی آر آ سی سی سی و موسسات وابسته به آن، برای مردم ارائه داده می‌شود. کارگاه‌های آموزشی، سخنرانی‌های عمومی، و مبادلات علمی و همکاری‌های تحقیقاتی مشترک، فعالیت‌های اصلی تی آر آ سی سی سی هستند.

## تحقیقات و آموزش
موضوعات تحقیقاتی که تی آر آ سی سی سی و شرکای خارجی آن فعالانه درگیر آن هستند شامل قاچاق انسان و قاچاق مواد؛ مسائل مربوط به گسترش هسته ای؛ ارتباط بین جرم و تروریسم؛ پولشویی و سایر جرایم مالی؛ تأثیر جرایم سازمان یافته و تروریسم در تجارت مشروع؛ و جنایت‌های زیست‌محیطی شامل می‌شود. تی آر ای سی سی سی در طول سالیان از دیدارهای محققان و رهبران بین‌المللی حول مسائلی چون برنامه‌های فولبرایت، آی آر ای ایکس و برنامه رهبری جهانی باز میزبانی کرده‌است.
تی آر آ سی سی سی و شرکای آن در خارج از کشور با اعطای شهادت در برابر جرایم، فساد و تروریسم قبل از کنگره / پارلمان، مشارکت در گروه‌های کارشناسی چندگانه، حضور در کنگره‌های گروه‌های فراملی و مشاوره‌های سازمان‌های دولتی و غیردولتی چند جانبه، به چنین قانون و سیاستی ضربه می‌زند.
از زمان تأسیس آن در سال ۱۹۹۸، تی آر آ سی سی سی بیشتر بابت پروژه‌های پژوهشی، آموزشی و سیاست گذاری خود را در کشورهای اتحاد جماهیر شوروی سابق و ترکیه مسئولیت پذیرفته‌است. تی آر آ سی سی سی متخصصانی از اروپای غربی، خاورمیانه، آفریقا، آمریکای لاتین و آسیا را میزبانی کرد و با آنها کار نمود.

## انتشارات
- در سال ۲۰۰۶، تی آر آ سی سی سی اولین کتاب از مجموعه‌های خود را با رولتج تحت عنوان «قدرت تجارت روسیه» منتشر کرد.
- نقش تجارت روسیه در روابط خارجی و امنیتی. دومین کتاب «جرایم سازمان یافته و فساد در گرجستان» در اوت ۲۰۰۷ منتشر شد.
- آخرین ضمائم افزوده شده به این سری، انتشارات سال ۲۰۰۸ «قاچاق انسان و امنیت انسانی» و نبرد روسیه با جنایات، فساد و تروریسم است.
- نتایج کنفرانس تی آر آ سی سی سی ناتو در سال ۲۰۰۶ به عنوان راهکارهای ملی ضدتروریسم: ابعاد قانونی، نهادی و سیاست عمومی در ایالات متحده، انگلستان، فرانسه، ترکیه و روسیه منتشر شد.